# Pooh épico
«Pooh épico» es un artículo del escritor británico de ciencia ficción Michael Moorcock, originalmente escrito para la British Science Fiction Association y revisado para la inclusión en su libro Hechicería y amor salvaje (1987). En él critica el campo de la fantasía épica, con un particular enfoque en la fantasía épica escrita para niños. El artículo se volvió controvertido por su ataque a El Señor de los Anillos, de J. R. R. Tolkien.
Moorcock critica a un grupo de célebres escritores de fantasía épica para niños, entre los que se incluye al ya nombrado J. R. R. Tolkien, a C. S. Lewis y a Richard Adams. Sus críticas están basadas en dos puntos principales: la pobreza de sus estilos para escribir y un criticismo político. Moorcock acusa a estos autores de exponer una forma de «romance alterado», que identifica con el torismo anglicano. Los rasgos delimitados de esta actitud son contra la tecnología, y contra cualquier postura urbana, resultando en una postura misantrópica, que glorifica e idealiza lo rural y está arraigada en la clase media o en las actitudes burguesas para con el progreso y el cambio político.
Los escritores que Moorcock cita con aprobación, en contraste a su trato contra Tolkien, Lewis y Adams, son Terry Pratchett, J. K. Rowling, Ursula K. Le Guin, Philip Pullman y Alan Garner.
El título del artículo proviene de la afirmación de Moorcock de que los escritos de Tolkien, Lewis, Adams y otros tienen la misma finalidad que Winnie the Pooh, el personaje de Alan Alexander Milne, otro de los autores a quien él desaprueba, porque según él pretende confortarse más que generar un desafío.
Las revisiones más recientes a su fragmento agregan una mención a autores como Pratchett y Rowling y saca a aquellos cuyos nombres son menos familiares actualmente. Por ejemplo, del original: «...son exitosos. Es del tono de Sorrell e hijo, de Warwick Deeping, de John Steinbeck en sus peores momentos o en sus formas más sofisticadas...» y de la versión revisada: «...son exitosos. Es del tono de muchos olvidados best sellers británicos y estadounidenses, bien recordados por sus libros para niños, como El viento en los sauces, que a menudo oímos en la ficción regional dirigida a una audiencia local, o en una forma más sofisticada...».
- Datos: Q81815